# Elizabeth Stuart Phelps Ward
Elizabeth Stuart Phelps Ward (Andover, 31 d'agost del 1844 – Newton Center, 28 de gener del 1911) fou una de les primeres escriptores feministes nord-americanes. Desafià les creences tradicionals cristianes sobre la vida ultraterrenal, el rol de la dona en el matrimoni i en la família, i defensà la reforma pel canvi en la manera de vestir de les dones.
Al 1868, tres anys després del final de la Guerra Civil, publicà The Gates Ajar, que presentava el més enllà com un lloc ple de comoditats de la vida domèstica i on les famílies, amb les seues mascotes, s'ajuntarien per a tota l'eternitat.
En la seua quarantena, Phelps trencà de nou les tradicions en casar-se amb un home dèsset anys més jove que ella. Més tard, instava les dones perquè cremassen les cotilles. Els seus darrers treballs se centraren en els ideals femenins i en la independència econòmica de les dones en el matrimoni. A més a més, fou la primera dona que feu conferències en la Universitat de Boston. Fou autora de 57 volums de ficció, poesia i assaig i en tots aquests treballs reptà el punt de vista que predominava en la societat que el lloc de la dona era la llar. Per això, les protagonistes de les seues obres tenien èxit en carreres com medicina, política i art.
Gairebé al final de la vida, Phelps fou activista en el moviment pels drets dels animals. La seua novel·la Trixy, publicada al 1904, girava a l'entorn d'aquest ideal i els efectes que tenia en els metges, i generà polèmica en estar en contra de l'experimentació i tortura amb animals.

## Primers anys
Elizabeth nasqué a Andover (Massachusetts). Era filla d'un ministre de l'Església congregacional, Austin Phelps, i d'Elizabeth Wooster Stuart, i el seu nom de pila fou Mary Gray Phelps en honor a una amiga de sa mare. El seu germà, Moses Stuart Phelps, nasqué al 1849. La seua mare, Elizabeth (13 d'agost de 1815 – 30 de novembre de 1852), era H. Trusta, pseudònim amb què escrigué els llibres de Kitty Brown; a més, era filla de Moses Stuart, president del seminari teològic d'Andover. Va morir d'encefalitis al poc de temps de donar a llum al seu tercer fill, Amos, el 20 de novembre del 1852. Mary Gray, en aquells dies tenia vuit anys i demanà que li posessin el nom de la seua mare en el seu honor.
El seu pare, Austin Phelps, era un ministre congregacional i educador. Fou pastor de l'església congregacional del carrer Pine fins al 1848, quan acceptà la càtedra de retòrica del seminari teològic d'Andover. Va conéixer Elizabeth Phelps aquest mateix any i es van casar. La família es traslladà a Boston i el 1869 esdevingué president del seminari teològic d'Andover, càrrec que ocupà durant 10 anys. Els seus escrits es van convertir en llibres de text per a l'educació teològica i hui es continuen publicant.
Dos anys després de la mort de sa mare, el pare d'Elizabeth es casà amb la seua cunyada, Mary Stuart, que també era escriptora i que morí 18 mesos després. Menys de sis mesos després, son pare tornà a casar-se, ara amb Mary Ann Johnson, la germana d'un ministre eclesiàstic, i van tenir dos fills, Francis Johnson (1860) i Edward Johnson (1863).
Phelps rebé una educació de qualitat; assistí a l'Acadèmia Abbot i a la Mrs. Edward’s School per a xiques. Des de menuda, tenia talent per a contar històries: “Contava històries sorprenents als xiquets amb qui jugava… i interessava realment les seues companyes de classe en aquest moment, que estaven més avançades en vocabulari, amb les històries que solia improvisar per a entretenir-les." Amb tretze anys li publicaren una de les seues històries en Youth’s Companion i altres relats aparegueren en les edicions de Sunday School.

## Trajectòria
En la majoria dels seus escrits emprà com a pseudònim el nom de la seua mare “Elizabeth Stuart Phelps”, tant abans com després de contraure matrimoni el 1888 amb Herbert Dickinson Ward, periodista; tot i que també publicà alguns treballs amb el nom de Mary Adams. Aviat la reconegueren figures importants de la literatura com Thomas Wentworth Higginson i John Greenleaf Whittier.
Als 19 anys envià un conte sobre la Guerra Civil titulat “A Sacrifice Consumed” a Harper’s Magazine. L'editor va rebre amb entusiasme la seua col·laboració i li envià una suma generosa juntament amb una nota demanant-li que li enviàs més treballs. El 1864 Harper’s publicà el seu primer escrit de ficció per a adults. A més a més, començà a escriure els seus primers llibres infantils, que es donaren a conéixer com “Tiny sèries", als quals van seguir els quatre volums de la sèrie Gypsy Brenton. També publicà dos llibres que narraven les aventures en to realista d'un xiquet de quatre anys anomenat Trotty, The Trotty Book (1870) i Trotty’s Wedding Tour, and Story-book (1873). Al març del 1868 aparegué en The Atlantic Monthly “The Tenth of January”, la història de la mort de moltes xiquetes en el foc i l'ensulsiada de Pemberton Mill a Lawrence, Massachusetts, el 10 de gener del 1860.

### Novel·les d'espiritualisme

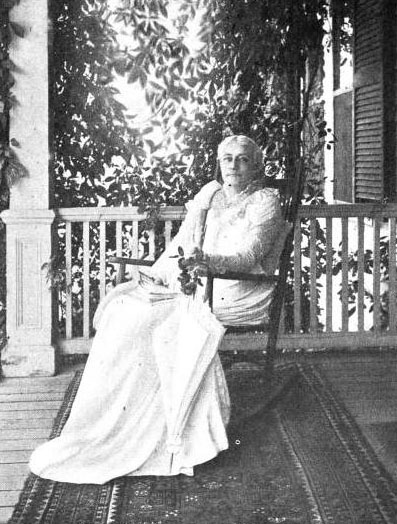
Phelps, al voltant del 1910

Phelps escrigué tres novel·les d'espiritualisme. La primera, The Gates Ajar, va ser la més famosa. Es publicà després de la Guerra de Secessió i hi narra la història d'una xiqueta anomenada Mary Cabot que ha perdut el seu germà en la guerra.
Fou molt popular en part per la interpretació positiva de la mort just després de la Guerra Civil, en la qual més de 400.000 persones van morir. També, però, fou molt criticat per la manera en què Phelps descrivia el cel, com un lloc per a reunir-se amb els éssers estimats; en altres paraules, rebutjava la visió tradicional del cel calvinista.
Se'n vengueren més de 100.000 còpies als Estats Units i Anglaterra i es va traduir a almenys quatre idiomes.
Va rebre milers de cartes en resposta al seu primer llibre. Després, escrigué altres dos llibres més del mateix tema, Between the gates i Beyond the Gates, i una novel·la curta sobre els drets dels animals, Loveliness. Phelps digué que havia escrit The Gates Ajar per a reconfortar la generació de dones que havien quedat destrossades per la pèrdua dels seus éssers estimats en la Guerra Civil i que no trobaven consol en la religió. La visió de Phelps del cel convertí el llibre en un best-seller fora de control.

### Defensora de les reformes socials
Mentre es dedicà a escriure fou una defensora de la reforma social, el moviment per la Temprança i l'emancipació de les dones, en conferències i actes. També participà en la reforma por la manera de vestir de les dones i al 1874 instà que es cremaren els corsés.
| « | "Cremeu els corsés!... No, no en salveu les barnilles, no les necessitareu mai. Feu una foguera amb els ferros cruels que us han controlat el tòrax i abdomen durant tants anys i sospireu alleujades, perquè la vostra emancipació, us ho assegure, acaba de començar." | » |

Al 1877 publicà la novel·la The Story of Avis, que s'avançava al seu temps perquè se centrava en molts dels primers problemes feministes de l'època. S'hi retratava la lluita que manté una dona per a conciliar la vida de casada i de mestressa de la llar amb la seua passió per ser pintora. La protagonista és una dona extraordinària i independent, que decideix, en un principi, que les seues metes no se sotmetran al matrimoni o a la dependència financera del marit, encara que acaba casant-se. És possible que Phelps estigués reflectint la vida de la seua mare en descriure la impossibilitat de tenir alhora una vida familiar i ambicions artístiques. Aquesta novel·la va estar influïda per Aurora Leigh, d'Elizabeth Barrett Browning, i la seua descripció negativa dels rols de l'home i de la dona en el matrimoni foren molt discutits.
Al 1876 esdevingué la primera dona a fer una sèrie de conferències a la Universitat de Boston. Els seus cursos es titulaven “Representative Modern Fiction”.

### Últims treballs
Elizabeth i el seu marit escrigueren plegats dues novel·les romàntiques bíbliques al 1890 i 1891. A més a més, la seua autobiografia, Chapters from a Life, es publicà al 1896 després d'haver aparegut en fulletó en <i id="mwYA">McClure’s</i>. En aquesta època també va escriure molts assaigs per a Harper’s.
Phelps continuà escrivint contes i novel·les en el segle xx. La seua novel·la Trixy (1904) se centra en els drets dels animals, una causa que recolzà en els seus darrers anys. El seu últim treball fou Comrades (1911), publicat pòstumament.
Phelps va morir el 28 de gener del 1911 a Newton Center, Massachusetts.

## Obres
- Ellen's Idol (1864)
- Gypsy Breynton i tres seqüeles (1866-1867)
- Mercy Gliddon's Work (1866)
- The Gates Ajar(1868)
- Men, Women, and Ghosts (1869)
- The Trotty Book (1870)
- Hedged In (1870)
- The Silent Partner (1871)
- What to Wear (1873)
- Poetic Studies (1875)
- The Story of Avis (1877)
- An Old Maid's Paradise (1879)
- Doctor Zay (1882)
- Beyond the Gates (1883)
- Songs of the Silent World (1884) Houghton & Griffin, Boston, US (Kindle llibre electrònic ASIN B004TPPDY0)
- The Madonna of the Tubs (1886)
- Jack the Fisherman (1887)
- The Gates Between (1887)
- The struggle for Immortality (1889)
- Austin Phelps, A Memoir (1891)
- Donald Marcy (1893)
- A Singular Life (1895)
- Chapters from a Life (1896)
- The Story of Jesus Christ (1897)
- The Supply at Saint Agetha's (1897)
- Within the Gates (1901)
- Trixy (1904)
- Walled In (1907)
- La família al complet (novel·la en col·laboració amb altres onze escriptors, 1908)
- The Empty House and Other Stories (1910)

### Amb Herbert Dickinson Ward
- Come Forth (1891)
- A Lost Hero (1890)
- The Master of the Magicians (1890)